# Pussujärvi
Pussujärvi är en sjö i Pajala kommun i Norrbotten och ingår i Torneälvens huvudavrinningsområde. Sjön har en area på 0,393 kvadratkilometer och ligger 215,1 meter över havet.

## Delavrinningsområde
Pussujärvi ingår i det delavrinningsområde (749491-178652) som SMHI kallar för Utloppet av Mustaniemenjärvi. Medelhöjden är 221 meter över havet och ytan är 8,28 kvadratkilometer. Det finns ett avrinningsområde uppströms, och räknas det in blir den ackumulerade arean 20,21 kvadratkilometer. Vattendraget som avvattnar avrinningsområdet har biflödesordning 2, vilket innebär att vattnet flödar genom totalt 2 vattendrag innan det når havet efter 265 kilometer. Avrinningsområdet består mestadels av skog (60 procent). Avrinningsområdet har 1,72 kvadratkilometer vattenytor vilket ger det en sjöprocent på 20,7 procent. Bebyggelsen i området täcker en yta av 0,09 kvadratkilometer eller 1 procent av avrinningsområdet.